# Xylocampa
Xylocampa – rodzaj motyli z rodziny sówkowatych.
Motyle te mają stosunkowo małą głowę o dobrze wykształconej ssawce i dość wąskim czole, porośniętym sterczącymi łuskami. Czułki u samicy są przylegająco orzęsione, a u samca porośnięte odstającymi, szczecinkowatymi łuskami. Szeroki tułów ma łuski włosowate, często wielokrotnie powcinane, zwłaszcza na tegulach. Łuski na patagiach formują czub skierowany ku przodowi. Skrzydło przednie jest dość wąskie, tylne zaś duże. Wąski i krótki odwłok ma po stronie grzbietowej kilka kępek odstających łusek włosowatych.
Przedstawiciele rodzaju występują w zachodniej części krainy palearktycznej z centrum rozsiedlenia w rejonie śródziemnomorskim. W Polsce rodzaj reprezentuje tylko X. areola.
Takson ten wprowadził w 1837 roku Achille Guenée. Zalicza się do niego gatunki:
- Xylocampa areola (Esper, 1789)
- Xylocampa hetitica Kobes & Pinker, 1976
- Xylocampa mustapha (Oberthür, 1910)